# واشنطن رودريغيز
واشنطن رودريغيز (بالإسبانية: Washington Rodriguez)‏ (12 يناير 1970 بمونتفيدو في الأوروغواي - ) هو لاعب كرة قدم أوروغواني في مركز الوسط. شارك مع منتخب الأوروغواي تحت 20 سنة لكرة القدم ومنتخب الأوروغواي تحت 23 سنة لكرة القدم. أما مع النوادي، فقد لعب مع نادي بنفيكا ونادي دالاس ونادي ليفربول وناسيونال مونتيفيديو.

## وصلات خارجية
- واشنطن رودريغيز على موقع الدوري الأمريكي (الإنجليزية)
- واشنطن رودريغيز على موقع قاعدة بيانات كرة القدم.إي يو (الإنجليزية)